# Fernando Enrique Ramón Casas
Fernando Enrique Ramón Casas (ur. 16 lipca 1966 w Walencji) – hiszpański duchowny katolicki, biskup pomocniczy Walencji od 2025. 

## Życiorys

### Prezbiterat
Święcenia kapłańskie otrzymał 28 maja 1994 i został inkardynowany do archidiecezji walenckiej. Początkowo pracował jako duszpasterz parafialny. Pełnił funkcje wicerektora, a następnie rektora walenckiego seminarium, a także wikariusza biskupiego dla Wikariatu V.

### Episkopat
6 listopada 2024 papież Franciszek mianował go biskupem pomocniczym archidiecezji Walencji, ze stolicą tytularną Pertusa. Sakry udzielił mu 13 stycznia 2025 w Katedrze Wniebowzięcia Najświętszej Maryi Panny w Walencji metropolita Walencji, arcybiskup Enrique Benavent Vidal.  